# Can Marcet (Viladecavalls)
Can Marcet és una masia a l'oest del terme de Viladecavalls (al Vallès Occidental) protegida com a bé cultural d'interès local. Les primeres notícies de Can Marcet, també conegut com les Marcetes, daten del segle XIV. Al segle xix l'edifici es va reformar. És una masia de planta quadrangular amb teulada a doble vessant i el carener perpendicular a la façana principal. Consta de planta baixa, pis i golfes. Totes les obertures són allindanades i al primer pis de la façana principal s'obre una galeria de 3 obertures i columnes de llenguatge clàssic. A l'interior encara s'hi conserven els brocs, els cups i la premsa per la producció del vi.